# Evelyne Brochu
Pour les articles homonymes, voir Brochu.
Evelyne Brochu, née le 17 novembre 1982 à Québec, est une actrice et chanteuse québécoise. Elle est surtout connue pour son rôle de la Dre Delphine Cormier dans la série télévisée Orphan Black.

## Biographie
Evelyne Brochu est née le 17 novembre 1982 à Québec, d'un père chauffeur de taxi et d'une mère professeure de violoncelle. Elle grandit à Pointe-Claire, en banlieue de Montréal. Elle étudie l'art dramatique au Cégep de Saint-Laurent et est diplômée du Conservatoire de musique et d'art dramatique du Québec en 2005.
Sa langue maternelle est le français mais elle parle également l'anglais dès son plus jeune âge. Elle grandit avec des amis anglophones et apprend l'anglais à l'école secondaire Dorval-Jean XXIII à Dorval, au Québec. La série The Fresh Prince of Bel-Air, qu'elle regarde assidûment, l'aide également à parfaire sa connaissance de la langue anglaise.
Elle réside à Montréal, au Québec.

### Vie privée
De 2012 à 2014, elle est en couple avec l'acteur François Arnaud.
Depuis 2017, elle est en couple avec Nicolas Schirmer, un urgentiste. Leur premier enfant, Laurier, naît le 6 octobre 2018.
En août 2020, elle annonce être enceinte de jumeaux, un garçon et une fille,. Le 16 novembre, elle annonce sur son compte Instagram avoir accouché et dévoile les prénoms des jumeaux : Camille et Matthias, nés le 12 novembre.

## Carrière
Evelyne Brochu commence sa carrière au cinéma en 2006 dans le film Cheech, de Patrice Sauvé. Trois ans plus tard, elle revient sur les écrans dans la série Aveux et dans le film de Denis Villeneuve Polytechnique (qui retrace la tuerie de l'École polytechnique de Montréal), où elle joue aux côtés de Karine Vanasse.
En 2010, on la retrouve dans la série Mirador et elle tourne pour la seconde fois sous la direction de Patrice Sauvé dans le film Grande Ourse : La Clé des possibles.
En 2011, elle est présente au cinéma dans le film Frisson des collines avec Antoine Olivier Pilon. L'année suivante, elle interprète Rose dans Café de Flore de Jean-Marc Vallée, avec Vanessa Paradis. La même année, elle joue aussi au théâtre le rôle de Sara dans la pièce Tom à la ferme de Michel Marc Bouchard créée à Montréal au Centre du Théâtre d'Aujourd'hui dans une mise en scène de Marie-Thérèse Fortin. Elle reprend ce même rôle trois ans plus tard, lorsque Xavier Dolan adapte la pièce au cinéma.
En 2013, elle tourne dans les films Inch'Allah ainsi que dans les courts métrages Quelqu'un d'extraordinaire de Monia Chokri et The Nest de David Cronenberg. Cette même année, elle commence à jouer le rôle du Dr Delphine Cormier, contrôleuse scientifique et amoureuse du clone Cosima dans la série télévisée Orphan Black jusqu'à ce que la série prenne fin, en 2017.
En 2014, elle tient le rôle d'Aurora Luft dans la série X Company, et ce jusqu'en 2017. L'année suivante, elle obtient un rôle mineur dans Le Prodige d'Edward Zwick, avec Tobey Maguire, Lily Rabe, Liev Schreiber et Peter Sarsgaard et joue dans le film canadien Les Loups.
En 2016, elle joue Mary-Ann dans le long-métrage Miséricorde, film tourné en Abitibi-Témiscamingue avec Jonathan Zaccaï et Marco Collin.
En 2017, elle est à l'affiche des films Rememory, où elle joue avec le regretté Anton Yelchin et Peter Dinklage, et Le Passé devant nous, ce qui lui vaut le prix de la Meilleure actrice durant le Festival international du film de Tiburon.
En 2019, elle lance son premier album, Objets perdus, coécrit avec Félix Dyotte. Puis, le 15 septembre 2024, elle fait paraître Le Danger, un second album travaillé avec Félix Dyotte, mais pour lequel elle a écrit des textes.
En 2024, elle joue dans la série franco-belge Dans l'ombre de Pierre Schoeller et Guillaume Senez, aux côtés de Melvil Poupaud, Swann Arlaud et Karin Viard, diffusée en octobre sur France 2 et La Trois en Belgique.

## Filmographie

### Cinéma

#### Longs métrages
- 2006 : Cheech de Patrice Sauvé : la pharmacienne
- 2009 : Polytechnique de Denis Villeneuve : Stéphanie
- 2010 : Grande Ourse : La Clé des possibles de Patrice Sauvé : Jézabel Garneau
- 2011 : Frisson des collines de Richard Roy : Hélène Paradis
- 2012 : Café de Flore de Jean-Marc Vallée : Rose
- 2013 : Inch'Allah d'Anaïs Barbeau-Lavalette : Chloé
- 2014 : Tom à la ferme de Xavier Dolan : Sarah
- 2014 : Les Loups de Sophie Deraspe : Élie
- 2014 : Le Prodige (Pawn Sacrifice) d'Edward Zwick : Donna
- 2016 : Miséricorde de Fulvio Bernasconi[9] : Mary-Ann; avec Jonathan Zaccaï & Evelyne Brochu & Marthe Keller
- 2017 : Rememory de Mark Palansky : Wendy
- 2017 : Le Passé devant nous de Nathalie Teirlinck : Alice
- 2019 : La Femme de mon frère de Monia Chokri : Éloïse
- 2024 : French Girl de James A. Woods et Nicolas Wright : Sophie Tremblay

#### Courts métrages
- 2012 : La Trappe de Sophie B. Jacques : Camille
- 2012 : L'appartement de Michel Lam
- 2013 : Quelqu'un d'extraordinaire de Monia Chokri : Amélie
- 2013 : The Nest de David Cronenberg : Celestine
- 2014 : Evelyne de Rebecca St. John : Evelyne (voix)

### Télévision

#### Séries télévisées
- 2007 - 2012 : La Promesse : Mélanie Gauthier
- 2009 : Aveux : Joliane Laplante
- 2010 : Mirador : Mylène Emard
- 2013 - 2017 : Orphan Black : Delphine Cormier
- 2014 : La Marraine : Catherine / Valérie Michaud
- 2014 - 2017 : X Company : Aurora Luft
- 2017 - 2021 : Trop. : Isabelle Desbiens
- 2019 : Thanksgiving : Louise
- 2021 : Paris Police 1900 : Marguerite Steinheil
- 2022 : Paris Police 1905 : Marguerite Steinheil
- 2022 : Chouchou : Chanelle Chouinard
- 2023 : Dans l'ombre : Marylin
- 2023 : Orphan Black: Echoes : Delphine Cormier
- 2024 : In Memoriam : Lucile de Léry

## Théâtre
- 2006 : Le Songe de l'oncle : Farpoukhina. Mise en scène Igor Ovadis, Théâtre Dubunker, d'après l'oeuvre de Dostoïevski
- 2007 : Une nuit arabe : Vanina. Mise en scène Théodor Cristian Popescu, Théâtre de Quat'Sous
- 2007 : Sacred Family : Mylène. Mise en scène Michel Poirier, Beaumont Théâtre St Michel
- 2008 : The Lion in Winter (en) : Alix. Mise en scène Daniel Roussel, Compagnie Jean-Duceppe
- 2009 : Réveillez-vous et chantez ! : Hennie. Mise en scène Luce Pelletier, Théâtre de l'Opsis
- 2011 : Tom à la ferme : Sara. Mise en scène Claude Poissant, Théâtre d'Aujourd'hui
- 2014 : Taking care of baby (en) : Donna. Mise en scène Sylvain Bélanger, Théâtre La Licorne
- 2018 : L'Idiot : Nastasia Phillipnova. Théâtre du Nouveau Monde
- 2020 : Les Trois Sœurs : Macha. Mise en scène de René-Richard Cyr, Théâtre du Nouveau Monde

## Discographie

### Albums studio
- 2019 : Objets perdus (Bravo Musique)
- 2023 : Le Danger (Bravo Musique)

## Distinctions

### Récompenses
- 2012 : Prix Gémeaux de la meilleure actrice pour La Promesse
- 2017 : Festival international du film de Tiburon : meilleure actrice pour Le Passé devant nous

### Nominations
- 2010 : Prix Gémeaux de la meilleure actrice pour Aveux
- 2013 : Prix Écrans canadiens de la meilleure actrice pour Inch'Allah
- 2014 : Prix Écrans canadiens de la meilleure actrice dans un second rôle pour Tom à la ferme
- 2014 : Prix Gémeaux de la meilleure actrice dans un second rôle pour La Marraine
- 2015 : Prix Jutra de la meilleure actrice dans un second rôle pour Tom à la ferme
- 2017 : Prix Gémeaux du Meilleur premier rôle féminin dans une comédie pour Trop
- 2018 : Prix Gémeaux du Meilleur premier rôle féminin dans une comédie pour Trop
- 2020 : Prix Gémeaux du Meilleur premier rôle féminin dans une comédie pour Trop
- 2024 : Prix Félix dans la catégorie Album de l'année - Pop pour l'album Le danger[10]